# Гоум-офіс
Гоум-офіс (англ. Home Office), офіційно Міністерство внутрішніх справ (англ. Home Department) — міністерний департамент Уряду Його Величності Великої Британії, відповідає за імміграцію, безпеку та правоохоронні органи. У віданні департаменту перебуває правоохоронна діяльність в Англії та Уельсі, і MI5. Також очолює політику уряду, пов'язану з проблемами безпеки, як-от: наркотики, боротьба з тероризмом та ідентифікаційні документи. Раніше відповідав за Тюремну службу Її Величності та Національну пробаційну службу, але ці служби були перенесені до Міністерства юстиції. Міністром уряду, який відповідає за цей департамент, є міністр внутрішніх справ Великої Британії.
Відділи:
- Прикордонні сили
- Паспортне бюро HM
- Забезпечення імміграції
- Корпоративні послуги
- Візи у Велику Британію та імміграція
- Поліцейські служби (Англія та Уельс)
- Пожежно-рятувальні служби (Англія)
- Управління з питань безпеки та протидії тероризму